# 함태호
함태호(咸泰浩, 1930년 6월 15일~2016년 9월 12일)는 오뚜기를 창업한 대한민국의 기업인이다.

## 생애
1930년 함경남도 원산에서 태어났다. 40세가 되던 1969년 풍림상사 창업과 함께 대한민국에 처음으로 카레를 선보였고 창업 2년만인 1971년에는 토마토 케첩, 이듬해에는 마요네즈를 대한민국에 처음 소개했다.
국내 토종 기업이라는 한계를 극복하고 다국적 외국 기업과 당당히 맞서 '승리'를 거두기도 했다. 다국적 기업인 미국의 CPC인터내셔널(베스트푸드 마요네스 생산)과 세계 최대 케첩 회사인 미국의 하인즈사가 1980년에 국내에 진출, 10년 넘게 오뚜기와 전쟁을 치렀지만 모두 '고배'를 마시고 발길을 돌렸다. 당시 함태호 회장은 "순수한 우리 시장을 개척해내야 한다는 사명감을 갖고 싸웠기 때문에 경쟁에서 승리할 수 있었다"고 밝혔다.
글로벌 기업들과 치열한 쟁탈전을 벌이는 와중에, 대한민국 최초로 2단계 고산도 식초 발효공법에 의한 2배 식초, 3배 식초를 개발해냈다. 이를 통해 오뚜기는 남다른 발효 기술력을 입증받았고 사과식초, 포도식초, 현미식초 등 식초의 다변화를 개척해내기도 내면서, 1987년에 폐업한 청보식품을 인수하며 인스턴트 라면 사업에 진출하여 참치, 즉석밥 시장으로 지평을 넓히며 식품기업으로서의 입지를 굳건히 했다. 
1979년 1백억 원, 1988년엔 1천억 원의 매출을 기록하는 기염을 토하면서, 단 한 번도 마이너스 성장을 기록하지 않고, 20년 연속 흑자의 폭을 기록한 중견기업으로 성장할 토대를 확고히 한 만큼, 다양한 연구 개발과 품질 관리에도 정성을 쏟았다. 함태호 회장은 ISO 인증 취득이나 HACCP 인증 획득보다 더 중요한 건, 'ISO와 HACCP 체제로 품질을 관리하는 것'이라고 거듭 주장했다. 맛과 품질만큼은 철저히 책임지겠다는 뜻이다. 생전 금요시식에 직접 참가하여 시식평가를 하고, 의견을 교환할 정했을 이는 오뚜기가 국내 식품회사 가운데 가장 많은 1등 제품을 보유할 수 있었던 원동력이기도 하다.
함태호 회장은 루트세일(Route Sale)과 같은 새로운 영업방식과 마케팅을 도입하는 데도 망설이지 않았다. 루트세일은 영업사원이 거래처를 직접 방문, 제품에 대한 소개와 진열을 통해 점주들과 유대를 강화하는 영업방법이다. 이를 통해 소비자와 직접 대화할 수 있는 창구를 만들었고, 소비자들이 쉽게 구매할 수 있는 여건도 제공했다. 혁신적 마케팅 기법인 시식판매 및 판매여사원 제도 역시 함태호 회장의 걸작이다. 이외에도 그는 움직이는 차량광고, 제품박스를 통한 광고 등을 도입하기도 했다.
함태호 회장은 기업이 일정 궤도에 올라서면 사회에 환원해야 한다는 지론을 실천하였다. 장학사업과 학술연구 지원사업 시행을 위해 1996년에 오뚜기 재단을 설립하여 2016년까지 687명의 대학생과 대학원생들에게 장학금을 지원했다. 식품산업의 실질적 발전에 기여한 사람을 대상으로 오뚜기 학술상도 매년 시상하고 있다.
1992년 7월부터 한국심장재단을 통해 선천성 심장병 어린이들을 후원하였으며, 11개 관계사도 동참하여 매월 23명의 심장병 어린이들의 수술비를 지원하고 있다. 2016년 7월 기준 4,242명의 어린이에게 새로운 생명을 제공했다. 이 사연은 2017년 4월 9일 MBC 신비한TV 서프라이즈 언빌리버블 스토리 '할아버지의 정체'로 방송되었다.
함태호 명예회장은 식품산업을 선도하는 선구자로서 2005년 해외 신시장 개척 공로를 인정 받아 석탑산업훈장을 수상했다.
2009년에는 오뚜기학술상을 제정하여 연2회 한국 식품과학회와 한국식품 영양과학회를 통해 식품산업발전과 인류 식생활 향상에 기여한 공로가 큰 식품관련 교수와 연구원들을 대상으로 오뚜기학술상을 시상했다.
2010년 아들 함영준 오뚜기 회장에게 회사경영권을 넘겨주고 경영 일선에서 물러났다.
2011년 국민 식생활 개선의 일환으로, 국가사회발전에 이바지한 공로를 인정받아 국민훈장 동백장을 수훈하기도 했다.
2015년 11월 315억원 상당의 개인 주식 3만주를 사회복지법인 밀알복지재단에 기부했다.
2016년 9월 12일 오후 2시 37분, 삼성서울병원에서 숙환으로 별세하였다.

## 학력
- 경기고등학교
- 홍익대학교 경제학 학사
- 연세대학교 경영전문대학원 석사

## 경력
- 풍림무역 대표이사
- 태동화학공업 전무이사
- 태동화학공업 대표이사
- 태동화학공업 대표이사
- 오뚜기 회장
- 오뚜기 명예회장

## 수상 경력
- 2005년 석탑산업훈장
- 2011년 국민훈장 동백장

## 가족
- 배우자: 박보옥
- 아들: 함영준
- 딸: 함영림, 함영혜
- 손자: 함윤식, 손녀: 함연지